# Tombamento

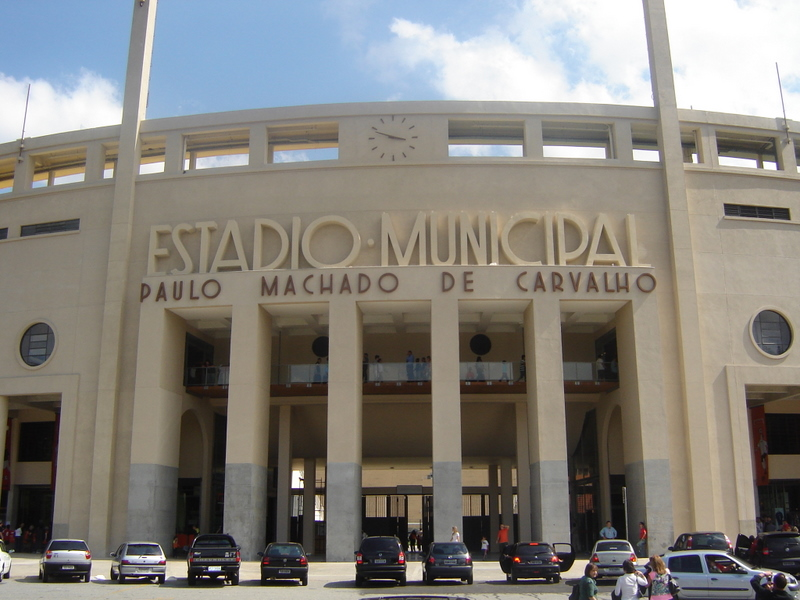
O estádio do Pacaembu foi tombado em 1998 por se tratar de um "testemunho da história do futebol paulistano”

O tombamento é o ato de reconhecimento do valor histórico, artístico ou cultural de um bem, transformando-o em patrimônio oficial público e instituindo um regime jurídico especial de propriedade, levando em conta sua função social e preservando a cédula de identidade de uma comunidade, e assim, garantir o respeito à memória do local e a manutenção da qualidade de vida. A etimologia da palavra tombamento advém da Torre do Tombo, arquivo público português onde são guardados e conservados documentos importantes. Um bem histórico é tombado quando passa a figurar na relação de bens culturais que tiveram sua importância histórica, artística ou cultural reconhecida por algum poder público (federal, estadual ou municipal) através de seus respectivos órgãos de patrimônio.
O conceito de tombamento é comum em muitos países. Por exemplo, no Reino Unido é frequente a designação de listed building, que cobre centenas de milhares de estruturas, incluindo pontes, campos e até mesmo sinais de trânsito. Em cidades alemãs, por exemplo, a proteção do patrimônio cultural é conjugada com a nova arquitetura, sendo os locais históricos, preservados, objeto de turismo para a cidade (CARSALADE, 2009). Os cafés e restaurantes se tornam atrações em meio às atualidades. Nesses municípios, o crescimento urbano respeitou os imóveis protegidos que integram seu patrimônio; entretanto, trata-se de um país cuja memória cultural é importante para o povo, pois desenvolveram a educação patrimonial de forma eficaz, já que não entendem as partes históricas da cidade como um entrave à evolução urbana.
Assim, há cidades no exterior que preservam mais, em razão do contexto. Os municípios brasileiros, a partir dos anos 1930, sofreram um processo de crescimento rápido e súbito com a industrialização. Instalou-se uma população urbana desenraizada do local. Em Paris e Roma, que preservam mais, as cidades cresceram ao longo de muitos séculos. Passaram por essa fase de explosão, mas quando já eram grandes e tinham uma população arraigada, muito identificada com os centros históricos. Tinham outra relação de pertencimento ao espaço.

## No Brasil

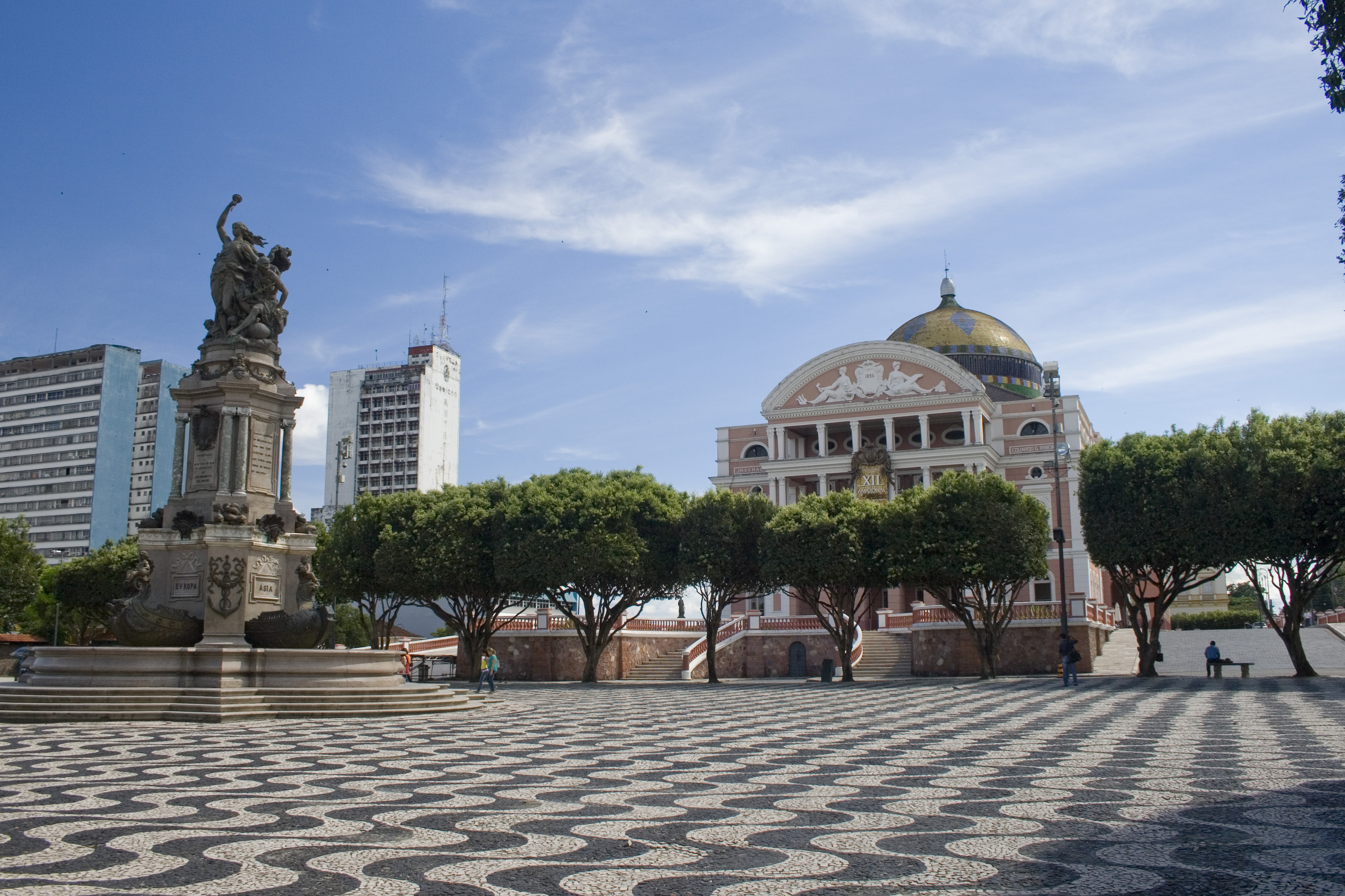
Centro Histórico de Manaus também foi tombado

Previsto no art. 216, § 1º da Constituição Federal: "O Poder Público, com a colaboração da comunidade, promoverá e protegerá o patrimônio cultural brasileiro, por meio de inventários, registros, vigilância, tombamento e desapropriação, e de outras formas de acautelamento e preservação", o tombamento é uma modalidade de intervenção estatal na propriedade que, segundo Marcelo Alexandrino e Vicente Paulo, destina-se a proteger o patrimônio cultural brasileiro, incluído neste a memória nacional, bens de ordem histórica, artistíca, arqueológica, cultural, científica, turística e paisagística.
Sendo assim, podemos resumir tombamento como o ato ou efeito de "restringir" um bem que geralmente é público e que possui importância histórica e cultural para a sociedade atual e futura, com a finalidade de proteger o patrimônio histórico e artístico nacional. Devemos lembrar ainda que o conceito de patrimônio está definido no Decreto Lei nº 25 de 1937:

Art. 1º- Constitui o patrimônio histórico e artístico nacional o conjunto dos bens móveis e imóveis existentes no país e cuja conservação seja de interesse público, quer por sua vinculação a fatos memoráveis da história do Brasil, quer por seu excepcional valor arqueológico ou etnográfico, bibliográfico ou artístico.— Decreto Lei nº 25 de 1937 
No entanto, o proprietário e os usuários do bem continuam com a responsabilidade de conservá-lo e para compensar o proprietário o município pode oferecer mecanismos como isenção de imposto e taxas do imóvel ou da atividade praticada nele.

### Objeto e processo

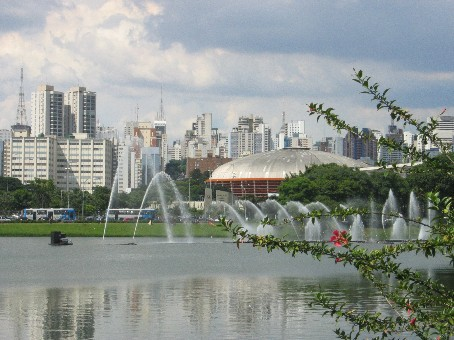
O tombamento do parque Ibirapuera inclui toda a sua área verde, as edificações de Oscar Niemeyer, o pavilhão japonês e a ponte de ferro do pavilhão da Cia. Siderúrgica Nacional

O recurso do tombamento coloca sob a tutela pública os bens móveis e imóveis, públicos ou privados que, por suas características históricas, artísticas, estéticas, arquitetônicas, arqueológicas, ou documental e ainda ambiental, integram-se ao patrimônio cultural de uma localidade – nação, estado e município. Bairros ou cidades também podem ser objetos de tombamento. Figuras públicas e pessoas físicas não são enquadrados nesse trâmite.
É por meio das medidas de tombamento que é possível a realização de transações comerciais e eventuais modificações que sejam previamente autorizadas pelo governo federal, além também de auxílio técnico do órgão competente.
O processo é o conjunto de documentos que constitui a fundamentação teórica que justifica o tombamento. Deve seguir metodologia básica de pesquisa e análise do bem cultural a ser protegido (monumentos, sítios e bens móveis), contendo as informações necessárias à identificação, conhecimento, localização e valorização do bem no seu contexto.
O processo administrativo que precede o tombamento é um ato gestacional imprescindível na medida em que garante a observância do princípio constitucional do devido processo legal (CF, art 5º, LIV), assim como os princípios da legalidade e da publicidade dos atos administrativos (CF, art. 37º).
O tombamento é efetivado por meio de ato administrativo, regulamentado no Brasil pelo Decreto Lei n.º 25, de 30 de novembro de 1937. Pode ocorrer em nível federal, feito pelo Instituto do Patrimônio Histórico e Artístico Nacional (IPHAN), ou ainda na esfera estadual ou municipal. A exemplo, o do Estado de São Paulo, o Conselho de Defesa do Patrimônio Histórico (CONDEPHAAT) ou o Instituto Rio Patrimônio da Humanidade (IRPH), da Cidade do Rio de Janeiro.
O processo pode dividir-se em cinco fases:
1. Fase de instauração
2. Fase de impugnação
3. Fase de decisão
4. Fase de homologação
5. Fase de concretização (quando é, por fim, tombado)

A primeira fase abrange a solicitação de tombamento, que deve ser encaminhada ao setor encarregado da preservação cultural da prefeitura,e pode ser alvo de iniciativa de um cidadão qualquer, do órgão municipal de preservação ou do próprio proprietário, de modo que a solicitação seja acompanhada da localização do bem e de uma justificativa. A segunda fase compreende  a impugnação dos interessados, enquanto que a terceira diz respeito à fase de análise pelo Conselho Consultivo do Patrimônio Cultural, em que se dá no início do processo de tombamento, na qual o órgão público expede uma notificação, conscientizando o proprietário. A quarta fase faz referência ao período em que o processo está sendo analisado pelo Ministro da Cultura no Conselho Municipal, com o objetivo de opinar. Caso seja favorável ao processo de tombamento, um conselho relator será designado a solicitar novos estudos, vistorias ou qualquer outra medida que possa ajudar na orientação do julgamento. Se o tombamento for aprovado,será remetido ao Prefeito Municipal, que aprovará judicialmente o processo através de um decreto. Caso o tombamento não seja aprovado, o processo será arquivado.
A fase de instauração inicia-se com a solicitação de tombamento, que pode ser feito por iniciativa do particular ou da Administração Pública. No primeiro caso temos o chamado tombamento voluntário, no segundo caso se o particular concordar voluntariamente com a proposta de tombamento, também há o tombamento voluntário, caso contrário, se houver dissenso do proprietário e mesmo assim a Administração Pública continuar com o processo temos a hipótese de tombamento compulsório. Essas diferentes espécies de tombamento são identificáveis através dos artigos 6º, 7º, 8º e 10º do Decreto Lei nº 25:
Art. 6º O tombamento de coisa pertencente à pessoa natural ou à pessoa jurídica de direito privado se fará voluntária ou compulsoriamente.

Art. 7º Proceder-se-á ao tombamento voluntário sempre que o proprietário o pedir e a coisa se revestir dos requisitos necessários para constituir parte integrante do patrimônio histórico e artístico nacional, a juízo do Conselho Consultivo do Serviço do Patrimônio Histórico e Artístico Nacional, ou sempre que o mesmo proprietário anuir, por escrito, à notificação, que se lhe fizer, para a inscrição da coisa em qualquer dos Livros do Tombo.
Art. 8º Proceder-se-á ao tombamento compulsório quando o proprietário se recusar a anuir à inscrição da coisa.” Tombamento provisório (o processo está em andamento) ou definitivo (quando o bem for inscrito no Livro do Tombo), nos termos do artigo 10 do DL.

Art. 10. O tombamento dos bens, a que se refere o art. 6º desta lei, será considerado provisório ou definitivo, conforme esteja o respectivo processo iniciado pela notificação ou concluído pela inscrição dos referidos bens no competente Livro do Tombo.— Decreto Lei nº 25 
Além dos tombamentos voluntário e compulsório, é possível distinguir o tombamento provisório do tombamento definitivo. O tombamento provisório é assim intitulado quando o ainda está em curso o processo administrativo do tombamento, enquanto que o  tombamento definitivo seria quando, depois de já concluído o processo, o bem já estivesse inscrito como tombado no respectivo registro de tombamento.
Ainda há quem separe o tombamento geral do tombamento individual, ocorrendo este quando o ato atingir apenas um bem determinado e sendo geral quando atingir todos os bens situados em um bairro ou cidade.
A solicitação do tombamento, seja feita pelo particular ou pelo Poder Público, deve estar devidamente fundamentada e deve ser encaminhada ao setor responsável pela preservação cultural do local, que instaurará o processo administrativo. O processo tem início com a notificação dos interessados, os quais terão um prazo de quinze dias para impugnar a solicitação de tombamento conforme indicado pelo art. 9º, I do DL 25/37.
No caso de não haver impugnação o diretor do Serviço do Patrimônio Histórico e Artístico Nacional mandará que se proceda à inscrição da coisa no competente Livro do Tombo. Caso haja impugnação é obrigatório o parecer do órgão técnico cultural responsável - Conselho Consultivo do Patrimônio Cultural. Havendo impugnação pelo proprietário à solicitação de tombamento, por exemplo, na esfera federal, cabe ao Conselho Consultivo do IPHAN decidir acerca do tombamento. Se a decisão for contrária ao tombamento, o processo será arquivado. O órgão também pode decidir pela anulação do processo caso este esteja eivado de ilegalidade. Contudo, se a decisão for a favor do tombamento, o parecer com documentos e relatórios será submetido à apreciação do Ministro da Cultura para homologação. Segundo José Afonso da Silva, “a homologação ministerial é ato de controle pelo qual o tombamento se torna eficaz e definitivo”, ou seja, a apreciação é essencial a todo o processo.
Homologado o tombamento, o processo será remetido à autoridade responsável para que esta proceda à concretização do tombamento através da promulgação de Decreto e Inscrição do bem no Livro de Tombo respectivo. Existem quatro Livros do Tombo, conforme determinação do artigo 4º do DL 25/1937: Existe o Tombo Arqueológico, Etnográfico e Paisagístico destinado às coisas pertencentes às categorias de arte arqueológica, etnográfica, ameríndia e popular, assim como as mencionadas no § 2º do citado art. 1º (monumentos naturais e sítios e paisagens que importem em conservar e proteger a feição com que tenham sido dotados pela natureza ou agenciados pela indústria humana). Em segundo lugar, há o Livro do Tombo Histórico, onde se registram as coisas de interesse histórico e as obras de arte histórica. Existe também o Livro do Tombo das Belas Artes para as coisas de arte erudita, nacional ou estrangeira e, por último, há o Livro do Tombo das Artes Aplicadas destinado às obras que se incluírem na categoria das artes aplicadas, nacionais ou estrangeiras.
Após a inscrição no Livro do Tombo, o próximo passo é a averbação do registro do tombamento em Cartório de Registro de Imóveis, para os bens imóveis, ou no Cartório de Registro de Títulos e Documentos, para bens móveis.
Da decisão de homologação do Ministro da Cultura cabe recurso de possível interessado ao Presidente da República. A possibilidade de recurso está previsto no Decreto-lei 3866/41 que revogou o artigo 9º, item 3, do Decreto-lei 25/37 que excluía tal possibilidade. Para alguns juristas, o Decreto-lei 3866/41 é louvável pois amplia a garantia do contraditório e da ampla defesa, no entanto, ele também é muito criticado, conforme bem aponta Natália Berti:
Essa decisão de um órgão colegiado, técnico e com representação social vai ser revista, a título de recurso ou até mesmo de ofício, por um órgão singular e sem qualquer conhecimento técnico da questão em debate, que é a Presidência da República. Em segundo lugar, mesmo que fosse razoável determinar a possibilidade de recurso a um órgão singular, o ideal, então, seria que o recurso fosse dirigido ao presidente do IPHAN, e não ao Presidente da República, já que o IPHAN é a autarquia da Administração que tem a finalidade específica de proteção ao patrimônio cultural. (...) Em terceiro lugar, critica-se a possibilidade de recurso ao Presidente da República, no sentido que se possa fazer um uso deturpado desse recurso.— Natália Berti 
Cabe ainda observar que é possível o controle de legalidade pelo Poder Judiciário do ato de tombamento, isto é, se o processo foi feito de maneira correta, observando todas as fases com a devida notificação dos interessados e observância dos prazos e se o bem é de fato uma peça importante para o patrimônio cultural brasileiro. A título de exemplo podemos citar caso julgado em 2013 pela Desembargadora Vanessa Andrade do Tribunal de Justiça de Minas Gerais. A Desembargadora anulou ato de Tombamento uma vez que o bem imóvel que seria tombado não teria qualquer relevância histórica ou social para o país, não existindo prova de seu relevante valor cultural:

Se não está o imóvel inserido em conjunto histórico e, ainda, se visto de forma individual os elementos considerados não demonstram de forma concreta qualquer subsunção a uma proteção cultural, que não sobressai perante qualquer grupo histórico ou momento social, o ato administrativo de tombamento pode ser anulado— Vanessa Andrade, desembargadora do Tribunal de Justiça de Minas Gerais 
No que tange à competência do tombamento, há dois aspectos: o material (quem efetiva o tombamento) e o legislativo (quem legisla a respeito). A competência material é de todos os entes (competência cumulativa), prevista no art. 23, incisos III e IV da Constituição Federal.
Art. 23. É competência comum da União, dos Estados, do Distrito Federal e dos Municípios:

(...)
III - proteger os documentos, as obras e outros bens de valor histórico, artístico e cultural, os monumentos, as paisagens naturais notáveis e os sítios arqueológicos;

IV - impedir a evasão, a destruição e a descaracterização de obras de arte e de outros bens de valor histórico, artístico ou cultural;— Constituição Federal do Brasil de 1988 
Por mais que todos os Entes possam realizar atos de Tombamento, é somente o Poder Executivo dentro desses entes que podem promulgar tal ato administrativo, que irá verdadeiramente efetivar o tombamento. Não é possível, de forma alguma, a promulgação desse ato pelo Poder Legislativo ou pelo Poder Judiciário.
O julgamento da Ação Direta de Inconstitucionalidade (ADIN) n.º 1.076-4/DF julgada pelo STF em 1997 corrobora esse entendimento: No caso analisado, foi editada lei distrital autorizando a divisão do Distrito Federal em unidades relativamente autônomas. Por decisão do STF, a lei foi tida como inconstitucional, visto que, dentre outros argumentos, foi afirmado que o tombamento é constituído mediante ato do Poder Executivo, o único Poder competente para estabelecer em efetivo o alcance da limitação ao direito de propriedade. O Poder Legislativo é incompetente no que toca a essas restrições, diante do exposto no artigo 2º da Constituição Federal.
A competência legislativa, por sua vez, está prevista no art. 24, inciso VII da CF/88, estabelecendo uma competência concorrente entre os entes federativos do Brasil.
Art. 24. Compete à União, aos Estados e ao Distrito Federal legislar concorrentemente sobre:

(...)
VII - proteção ao patrimônio histórico, cultural, artístico, turístico e paisagístico;

§ 1º No âmbito da legislação concorrente, a competência da União limitar-se-á a estabelecer normas gerais.— Constituição Federal do Brasil de 1988 
O art. 24, §1º determina a competência da União sobre normas gerais, e a competência dos Estados e do Distrito Federal sobre normas específicas. No que tange ao município não se sobressai competência concorrente do art. 24 da CF em favor dele. O art. 216, § 1º da CF, por sua vez, institui que a manutenção do patrimônio tombado é de toda a sociedade. Para proteção judicial de patrimônio tombado, é possível utilizar a Ação Popular e a Ação Civil Pública.

### Restrições ao direito de propriedade
A decretação de que um bem está tombado gera algumas restrições ao direito de propriedade do proprietário daquele bem. As restrições as quais o proprietário está sujeito estão descritas nos artigos 17, 18 e 19 do Decreto Lei 25 de 1937. Essas restrições podem ensejar ou não um direito à indenização do particular pelo Estado, hipótese a qual estudaremos mais a frente.
As coisas tombadas não poderão, em caso nenhum ser destruídas, demolidas ou mutiladas, nem, sem prévia autorização especial do Serviço do Patrimônio Histórico e Artístico Nacional, ser reparadas, pintadas ou restauradas, sob pena de multa de cinquenta por cento do dano causado. Parágrafo único. Tratando-se de bens pertencentes á União, aos Estados ou aos municípios, a autoridade responsável pela infração do presente artigo incorrerá pessoalmente na multa.— Decreto Lei 25/37, Art. 17 
Ainda quanto aos seus efeitos, o referido decreto lei, que é lei geral em relação à legislação estadual e municipal, estabelece no Art. 18, que:

Sem prévia autorização do Serviço do Patrimônio Histórico e Artístico Nacional, não se poderá, na vizinhança da coisa tombada, fazer construção que lhe impeça ou reduza a visibilidade, nem nela colocar anúncios ou cartazes, sob pena de ser mandada destruir a obra ou retirar o objeto, impondo-se neste caso a multa de cinquenta por cento do valor do mesmo objeto.— Decreto Lei 25/37, Art. 18 
Tendo em vista estas restrições, o mesmo diploma legal prevê que, caso o proprietário não disponha de recursos para manter o bem tombado, o poder público deverá ser informado, verbis:

Art. 19. O proprietário de coisa tombada, que não dispuser de recursos para proceder às obras de conservação e reparação que a mesma requerer, levará ao conhecimento do Serviço do Patrimônio Histórico e Artístico Nacional a necessidade das mencionadas obras, sob pena de multa correspondente ao dobro da importância em que for avaliado o dano sofrido pela mesma coisa.— Decreto Lei 25/37, Art. 19 

### Classificação do tombamento pelos juristas
Há alguma discussão entre os estudiosos do direito se o instituto do tombamento seria uma mera limitação administrativa ou se seria uma servidão administrativa. O importante aqui é abordamos a consequência da classificação do tombamento como limitação ou como servidão administrativa. Se for entendido como limitação administrativa, não há dever de indenizar, diferentemente do caso de ser entendido como servidão administrativa, porque aí sim, nesse caso haverá indenização, mas nem sempre, apenas terá indenização se ocorrer uma restrição aos direitos de propriedade e uma consequente depreciação econômica do bem. Nessa linha de pensamento está Lucia Valle Figueiredo, que defende a proximidade do tombamento com o regime de servidão, no qual o direito real de gozo é instituído, pelo Poder Público, sobre imóvel de propriedade alheia, cabendo assim, direito de indenização, na medida do prejuízo.
Boa parte da doutrina reconhece que o tombamento é um ato de força que impõe a um certo bem determinadas restrições, tais como, proibição de demolição, destruição, reforma, reparação e ou pintura, exceto mediante autorização do Poder Público, reduzindo os poderes do proprietário de usar, dispor e fruir. Tais restrições do direito de propriedade, além de sacrificarem o mesmo, também causam diminuição econômica do bem, já que restringe a possibilidade de utilização daquele bem perante o mercado econômico, por exemplo, se antes ali podia ser construído um prédio, com seu tombamento não é mais possível.

### Indenização
É importante ressaltar que o cabimento ou não da indenização em face do tombamento refere-se apenas a bens imóveis cujo tombamento não foi voluntário, isto é, relembrando a parte de processo do tombamento, os interessados que foram notificados pelo Poder Público devem indicar que são contra o tombamento no prazo estabelecido, se essas pessoas não fizerem nada, o tombamento é considerado voluntário e elas perdem o direito à indenização. Ademais, deve-se frisar que tombamento de bens móveis, como quadros, não é passível de indenização.
Para que haja o dever de indenizar é preciso sacrifício do direito e agravo econômico provocado por este. Diante de tal fato e em concordância com o § 6º do artigo 37, da Constituição Federal, que confere responsabilidade objetiva ao Estado em casos em que o mesmo cause desequilíbrio na sua relação com o particular, cabe ao Poder Público o dever de indenizar os prejuízos.
Se o bem-estar social exige o sacrifício de um ou de alguns, aqueles ou estes devem ser indenizados pelo Estado, ou seja, pelo erário comum do povo. […] Em atendimento ao preceito constitucional garantidor do direito de propriedade (CF, art. 5.º, XXII), a indenização há que ser a mais ampla possível, abrangendo o justo valor do imóvel, os lucros cessantes e danos emergentes resultantes do impedimento da normal utilização ou exploração do bem tombado.— Hely Lopes Meirelles 

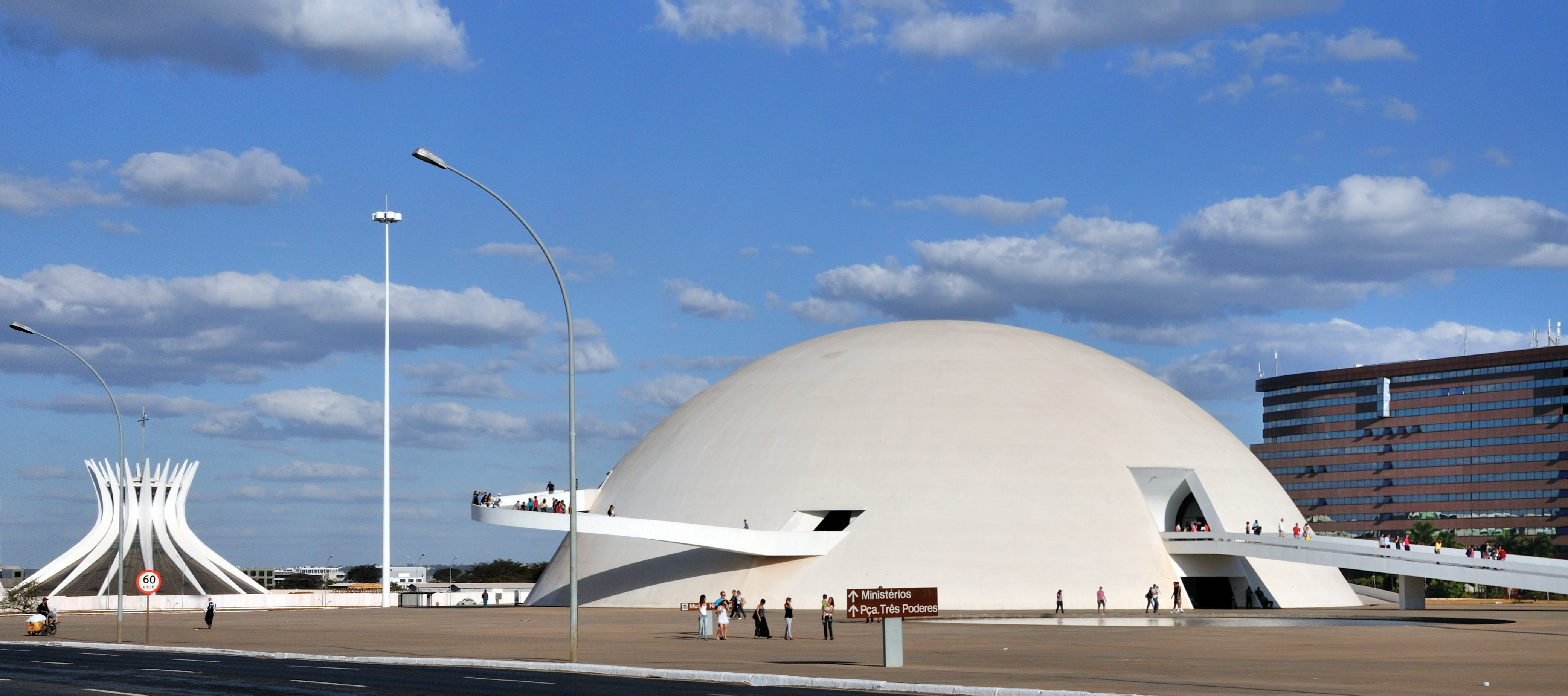
Brasília é um exemplo de cidade tombada, tombamento o qual configura-se como mera limitação administrativa, não ocasionando nenhum prejuízo particular e individual a ninguém, não ensejando, portanto, indenização a quem quer que seja

A doutrina é praticamente unânime ao descrever o cabimento ou não de indenização nos casos de tombamento individual ou geral. Acredita-se que no caso de tombamento geral, ou seja, quando vários imóveis e até cidades inteiras são atingidas, devido ao seu valor para o patrimônio artístico e histórico nacional, não cabe dever de indenização uma vez que a limitação atinge um conjunto de proprietários. É o que ocorre nas cidades de São Luiz do Paraitinga (SP), Olinda (PE), Ouro Preto (MG), Diamantina (MG) e Parati (RJ). O entendimento é compartilhado pelos Tribunais Brasileiros, como pode-se perceber pela leitura do  Recurso Especial 121.140-7/RJ quando, o STF julgou o caso do tombamento realizado no bairro das Laranjeiras pelo Decreto Municipal 7.046/87. Decidiu-se que o decreto tratou de uma limitação administrativa genérica, gratuita e unilateral ao exercício do direito de propriedade, em prol da memória da cidade e conservação do patrimônio cultural e paisagístico, não havendo ilegalidade no tombamento.
Já no caso de tombamento individual, no qual somente um imóvel é atingido, há cabimento de indenização, afinal, um único proprietário tem seu direito restrito enquanto que os demais moradores da vizinhança não. Aqui cabe ressaltar o que pensam importantes doutrinadores sobre a temática:
a indenização deverá ocorrer somente se o tombamento for individual, recaindo somente sobre um proprietário. Se for geral o ato de tombamento, atingindo uma universalidade de proprietários todos em função do mesmo bem a ser protegido pelo tombamento, então não será devida a indenização.— Toshio Mukai (1988; p.153) 
a situação em que a propriedade vinculada está inserida num contexto de outros bens vinculados ou limitados : nesta situação, em função da ausência de discriminação, nada há que se indenizar em função da generalidade caracterizadora da limitação, ainda que não seja absolutamente geral;- ocasião em que a propriedade é escolhida individualmente para ser vinculada, não havendo mais bens na vizinhança a serem preservados ou bens existentes na vizinhança que estejam sujeitos a outro regime jurídico: nesta situação, em função da constatação de que a limitação não está sendo geral no mesmo espaço geográfico, cabe indenização.— Leme Machado 
(...)se o tombamento tiver alcance geral, como em Ouro Preto, Olinda, descabe ressarcimento. No caso de imóvel tombado isoladamente, em princípio é cabível indenização, salvo proibição, desde que demonstrado prejuízo direto e material— Odete Medauar (1998; p. 362) 
As limitações legais impostas ao proprietário, bem como uma série de responsabilidades que decorrem do tombamento, fazem com que muitos imóveis tombados sejam abandonados, uma vez que o proprietário não tem condições ou não considera essencial gastar dinheiro com a manutenção e eventual reforma do bem. Uma forma de reduzir os prejuízos do proprietário e de incentivar o mesmo a não abandonar e a conservar  seu imóvel, é o oferecimento, por parte do Poder Público, de contraprestação aos ônus impostos, isenção do pagamento de certos tributos, taxas de reforma, orientação de profissionais especializados em bens tombados e até material para a manutenção do mesmo.
Os proprietários devem ficar atentos às provas que comprovem a real necessidade de indenização, não basta uma mera alegação, assim, precisam apresentar documentos que deixem evidente a desvalorização do imóvel, os ônus decorrentes da manutenção e as restrições sobre o terreno, não basta ser uma simples limitação.
Em 2012, no Recurso Especial 361.127/SP, foi discutido no STF o tombamento realizado pelo Estado de São Paulo em imóveis da Avenida Paulista. Foi decidido que não se tratava, pura e simplesmente, de minúscula restrição ao direito de propriedade imposta por um tombamento teoricamente concebido. Mas, de restrição praticamente absoluta, posto que ao que mais se prestaria, diante dos interesses materiais, seria a edificação de outros moderníssimos edifícios. Assim, teria tratado-se de uma desapropriação indireta, sendo devida a indenização aos proprietários.
Trata-se, portanto, não de uma limitação geral e normal, mas um sacrifício especial e anormal. Limitações da propriedade ocasionados pelo tombamento não são indenizáveis, somente sacrifícios o são, isto é, aquelas limitações que causam uma restrição especial e anormal ao direito de propriedade. Restrição anormal é aquela que não é normalmente uma consequência natural ao tombamento, enquanto restrição especial é aquela restrição sofrida apenas por um indivíduo ou um grupo de indivíduos determinado, que serão prejudicados pelo tombamento se considerados o resto da sociedade, que nem perceberam que determinado bem foi tombado.

## Outras listagens de patrimônios
O tombamento é muitas vezes confundido com medidas semelhantes, das quais cabe diferenciá-lo.

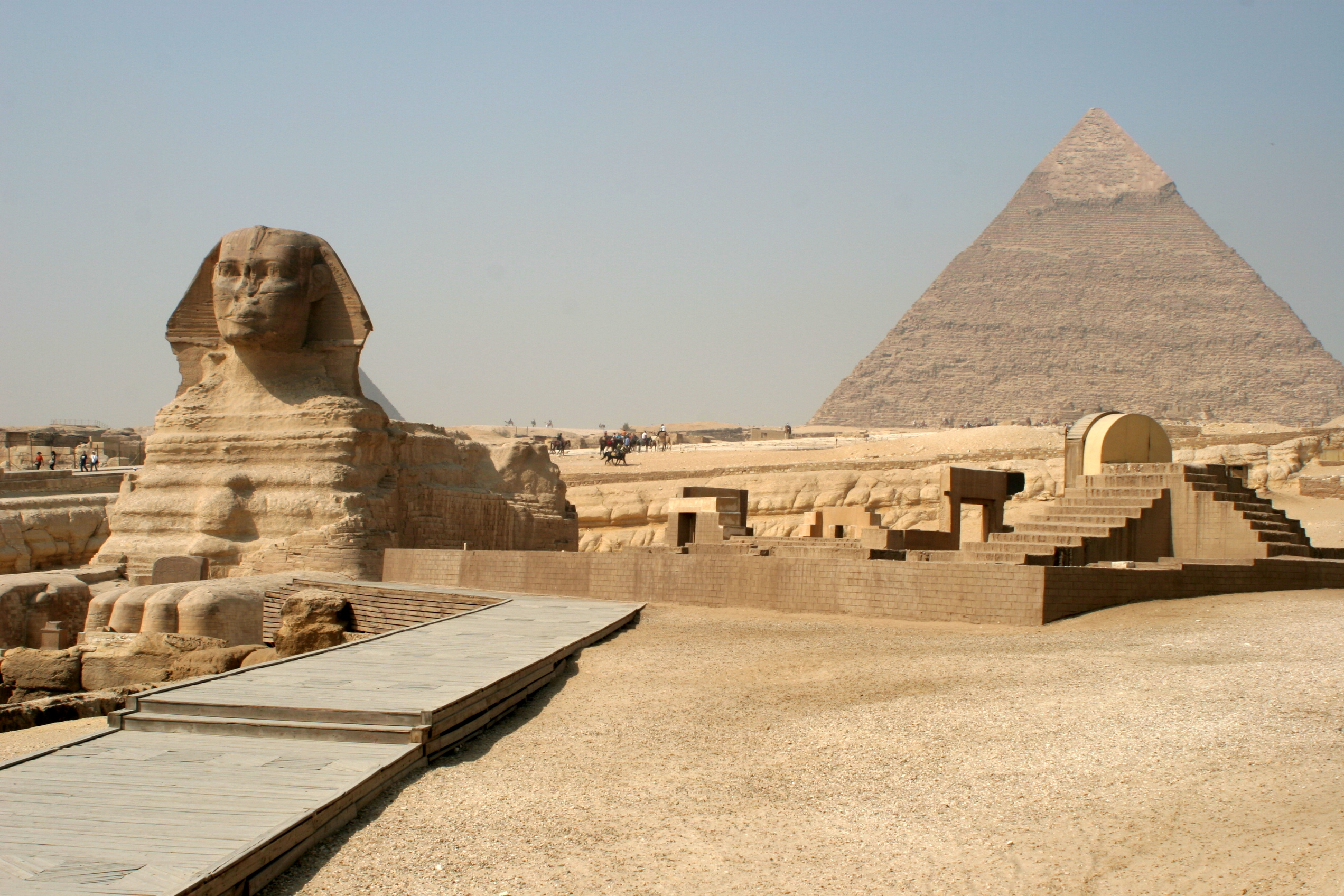
As Pirâmides do Egito são exemplos de Patrimônio Mundial que constam na lista da UNESCO

Registro de bens culturais de natureza imaterial
O registro do patrimônio imaterial, como o patrimônio cultural, é comumente confundido com o tombamento. No entanto, diferencia-se deste, pois por considerar manifestações puramente simbólicas, não se presta a imobilizar ou impedir modificações nessa forma de patrimônio. Seu propósito é inventariar e registrar as características dos bens intangíveis, de modo a manter viva e acessível as tradições e suas referências culturais. No Brasil, o registro em nível federal foi instituído pelo Decreto n° 3.551/2000.
Inclusão na Lista do Patrimônio Mundial
Também é incorreto chamar de tombamento a inclusão de um bem na lista de patrimônios da humanidade da UNESCO. O tombamento diz respeito especificamente à colocação de um bem cultural sob proteção governamental. A listagem pela UNESCO, por sua vez, consiste apenas numa classificação e reconhecimento do valor excepcional do sítio em questão, nos termos da chamada Convenção do Patrimônio Mundial.